# 達拉斯中心 (愛荷華州)
達拉斯森特（英語：Dallas Center）是一個位於美國愛荷華州達拉斯縣的城市。

## 地理
達拉斯森特的座標為41°41′01″N 93°57′39″W / 41.68361°N 93.96083°W，而該地的平均海拔高度為326米（即1070英尺）。

## 人口
根據2010年美國人口普查的數據，達拉斯森特的面積為11.86平方千米，當中陸地面積為11.86平方千米，而水域面積為0.00平方千米。當地共有人口1623人，而人口密度為每平方千米136人。